# Gmina Jelsa
Gmina Jelsa (chorw. Općina Jelsa) – gmina w Chorwacji, w żupanii splicko-dalmatyńskiej. W 2011 roku liczyła 3582 mieszkańców.

## Miejscowości
Gmina składa się z następujących miejscowości:
- Gdinj
- Gromin Dolac
- Humac
- Ivan Dolac
- Jelsa
- Pitve
- Poljica
- Svirče
- Vrboska
- Vrisnik
- Zastražišće
- Zavala